# فوت جيرفي
فوت جيرفي هي بحيرة متوسطة الحجم تقع في فنلندا. وهي تقع في منطقة سافو الشمالية في فنلندا، في بلدية كووبيو. البحيرة تنتمي إلى منطقة مستجمعات المياه الرئيسية فووكسي.

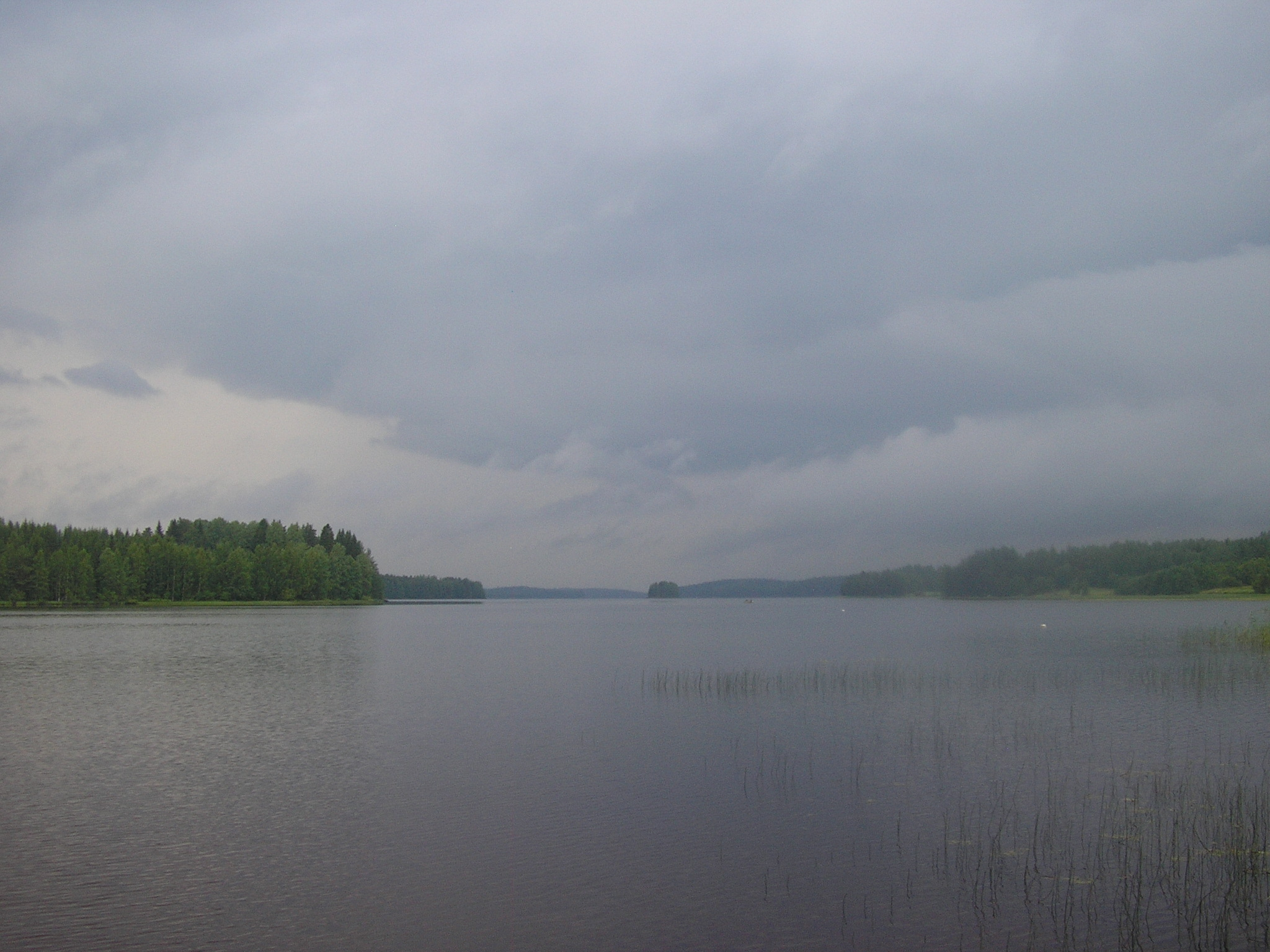
بحيرة فوت جيرفي